# Lorde
Це стаття про новозеландську співачку. Про українську виконавицю див. статтю Юлія Лорд
Елла Марія Лані Єліч-О'Коннор (англ. Ella Marija Lani Yelich-O'Connor нар. 7 листопада 1996, Такапуна, Окленд, Нова Зеландія), — новозеландська співачка, авторка пісень, композиторка, музична продюсерка та феміністка, відоміша за сценічним ім'ям Lorde.
Почавши кар'єру в 2009 році, Єліч-О'Коннор підписала контракт з лейблом Universal Music Group в підлітковому віці, а пізніше почала роботу над дебютним альбомом з продюсером Джоелом Літтлом, співавтором більшості її пісень. Її першим успіхом став мініальбом The Love Club EP, що вийшов у березні 2013 року, що дебютував на другій позиції в чартах Австралії і Нової Зеландії.
В середині 2013 року Lorde випустила деб'ютний сингл «Royals». Пісня стала міжнародним кросовер-хітом і зробила Lorde наймолодшою виконавицею і єдиною новозеландкою, яка зайняла першу позицію в чарті Billboard Hot 100 з 1987 року. Наприкінці 2013 року Lorde випустила дебютний студійний альбом Pure Heroine. Диск очолив чарти Нової Зеландії і Австралії, також досягнувши третьої позиції в американському чарті Billboard 200. На підтримку альбому вийшли сингли «Tennis Court», «Team», «No Better» і «Glory and Gore». 2014 року Lorde записала пісню «Yellow Flicker Beat», яка вийшла як сингл до саундтреку Голодні ігри: Переспівниця. Частина 1. У червні 2017 року відбувся реліз другого студійного альбому Lorde, Melodrama. Платівка високо оцінена критикою. На підтримку диску вийшли такі сингли, як «Green Light» і «Perfect Places».
Композиції Lorde записані в жанрах дрим-поп та інді-електроніка. Виконавиця має дві премії Греммі, одну BRIT Awards і 10 премій New Zealand Music Awards. 2013 року журнал Time назвав Lorde однією з найвпливовіших підлітків, а в наступному році вона ввійшла до рейтингу журналу Forbes «30 до 30».

## Життєпис
Виконавиця хорватсько-ірландського походження народилася 7 листопада 1996 року в районі Такапуна, міста Окленда (Нова Зеландія), в родині поетеси Соні Йелич (хорв. Sonja Jelić) та інженера Віка О'Коннора. Елла провела дитинство в передмісті Окленда, Девонпорті. Разом з нею росли її молодші сестри Джеррі, Індія і брат Анджело.
В 5 років Елла вступила до театрального гуртка, де розвивала навички публічного виступу. Вчилася в початковій школі Воксхолл, а потім в середній школі Бельмонт. Мати заохочувала Еллу до читання різних жанрів, що співачка згодом схарактеризувала як «вплив на тексти пісень»: «Мені здається, моя мама вплинула на мою лірику, завжди купуючи мені книги. Вона змішувала як дитячі, так i дорослі книги: "Не було книг, які мені не можна було читати. Пам'ятаю, я читала «Подавання», написане Тобіна Андерсоном, коли мені було шість, і те, як мама давала мені Карвера і Селінджера в ранньому віці, і Дженет Фрейм, коли я була трохи старшою».
У підлітковому віці Lorde грала в нетбол з однокласницею Елізою Маккартні, яка згодом стала відомою спортсменкою зі стрибків із жердиною, здобувши бронзову медаль на Олімпійських іграх 2016.
У січні 2016 року переїхала з Девонпорту в Ерн-Бей, заможне передмістя Окленда, де придбала будинок вартістю 2,01 млн.$. 
Lorde має як громадянство Нової Зеландії, так і Хорватії.
Ідентифікує себе як феміністку.
З кінця 2013 року до початку 2016 була у стосунках із новозеландським фотографом Джеймсом Лоу. 

## Кар'єра

### 2009—2011: початок
У травні 2009 року Lorde в дуеті з другом Луїсом Макдональдом виграли щорічний конкурс талантів школи Бельмонт. 13 серпня того ж року Елла і Макдональд були запрошені на програму Джима Мори «Друга половина дня» на радіо Radio New Zealand. Під час свого інтерв'ю на радіо дует виконав кавери таких пісень, як «Mama Do (Uh Oh, Uh Oh)» співачки Пікс Лотт і «Use Somebody» американського рок-гурту «Kings of Leon». Батько Макдональда Ян надіслав домашній звукозапис Елли і свого сина, в якій вони удвох виконують пісню «Warwick Avenue» співачки Даффі, а також відеозапис з виконанням «Mama Do» Пікс Лотт, директору підрозділу лейбла Universal Music Group, A & R Скотту МакЛахлану. 2009 року Маклахлан запропонував Еллі підписати контракт з лейблом для подальшого розвитку її кар'єри. У той час виконавиця була частиною музичного гурту «Belmont Intermediate School Extreme Band»; 18 листопада того ж року гурт посів третє місце в фіналі баттлу «Північне узбережжя» в центрі «Bruce Mason», Такапуна.

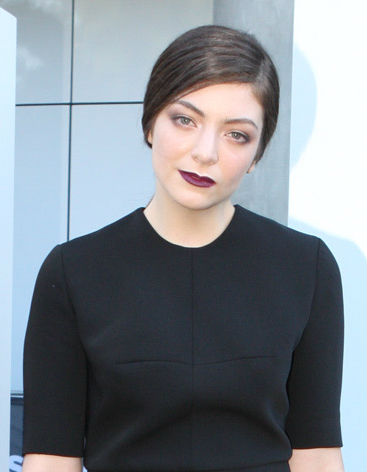
Lorde у 2013 році

У 2010 році дует «Елла і Луїс» (англ. Ella & Louis) регулярно концертував, граючи в кафе «The Leigh Sawmill» 15 серпня, в кафе «Roasted Addiqtion» в Кінгсленді 20 серпня, на фестивалі «The Vic Unplugged» в «Victoria Theatre», Девонпорт 27 жовтня і на «Devonstock» в Девонпорті 12 грудня. На початку своєї кар'єри Lorde вчилася в Takapuna Grammar School.
У 2011 році лейбл Universal найняв для Lorde репетитора з вокалу Френсіса Дікінсона для занять двічі на тиждень протягом року. В цей час вона почала писати пісні з кількома авторами, але безуспішно. У 14 років Lorde почала читати літературні розповіді, щоб навчитися «збирати слова воєдино». 16 листопада 2011 року вона вперше виконала власні оригінальні пісні на фестивалі «The Vic Unplugged II» на головній сцені театру «Victoria Theatre» в Девонпорті. У грудні 2011 року Маклахлан приєднався до Lorde з автором пісень, продюсером і колишнім фронтменом групи «Goodnight Nurse» Джоелом Літтлом для написання композицій. Утрьох, протягом трьох тижнів, вони записали 5 пісень для мініальбому Лорд на студії Golden Age Studios в Морнінгсайд, Окленд.

### 2012—2015: Альбом Pure Heroine і світова слава
У листопаді 2012 року Lorde випустила дебютний міні-альбом The Love Club EP в SoundCloud для безкоштовного завантаження. Після того, як альбом безкоштовно завантажили 60 000 разів, лейбл Universal вирішив випустити його для комерційних продажів у березні 2013 року. Міні-альбом зайняв другі позиції в чартах Австралії і Нової Зеландії. У червні 2013 року пісня «Royals» вийшла як сингл на підтримку мініальбому. Сингл став міжнародним кросовер-хітом, протримавшись на першій позиції американського чарту Billboard Hot 100 9 тижнів. Тим самим Lorde стала наймолодшою виконавицею, що дебютувала з вершини чарту США з синглом «Royals», c 1987 року, коли співачка Тіффані очолила чарт з піснею «I Think We're Alone Now». Наприкінці 2013 року пісня «Royals» здобула перемогу на премії APRA Silver Scroll Awards, а на початку 2014 року композиція перемогла в номінаціях «Краще сольне поп-виконання» і «Краща пісня року» на премії Греммі.
У вересні 2013 року Lorde випустила дебютний студійний альбом Pure Heroine, що очолив чарти Нової Зеландії і Австралії, а також потрапив до п'ятірки чартів таких країн, як Ірландія, Норвегія, Велика Британія та Канада. У США альбом дебютував з третьої позиції в чарті Billboard 200, а за 2014 рік було продано більше 1 000 000 копій. Pure Heroine був номінований на премію Греммі в номінації «Кращий вокальний поп-альбом», але не здобув перемогу.

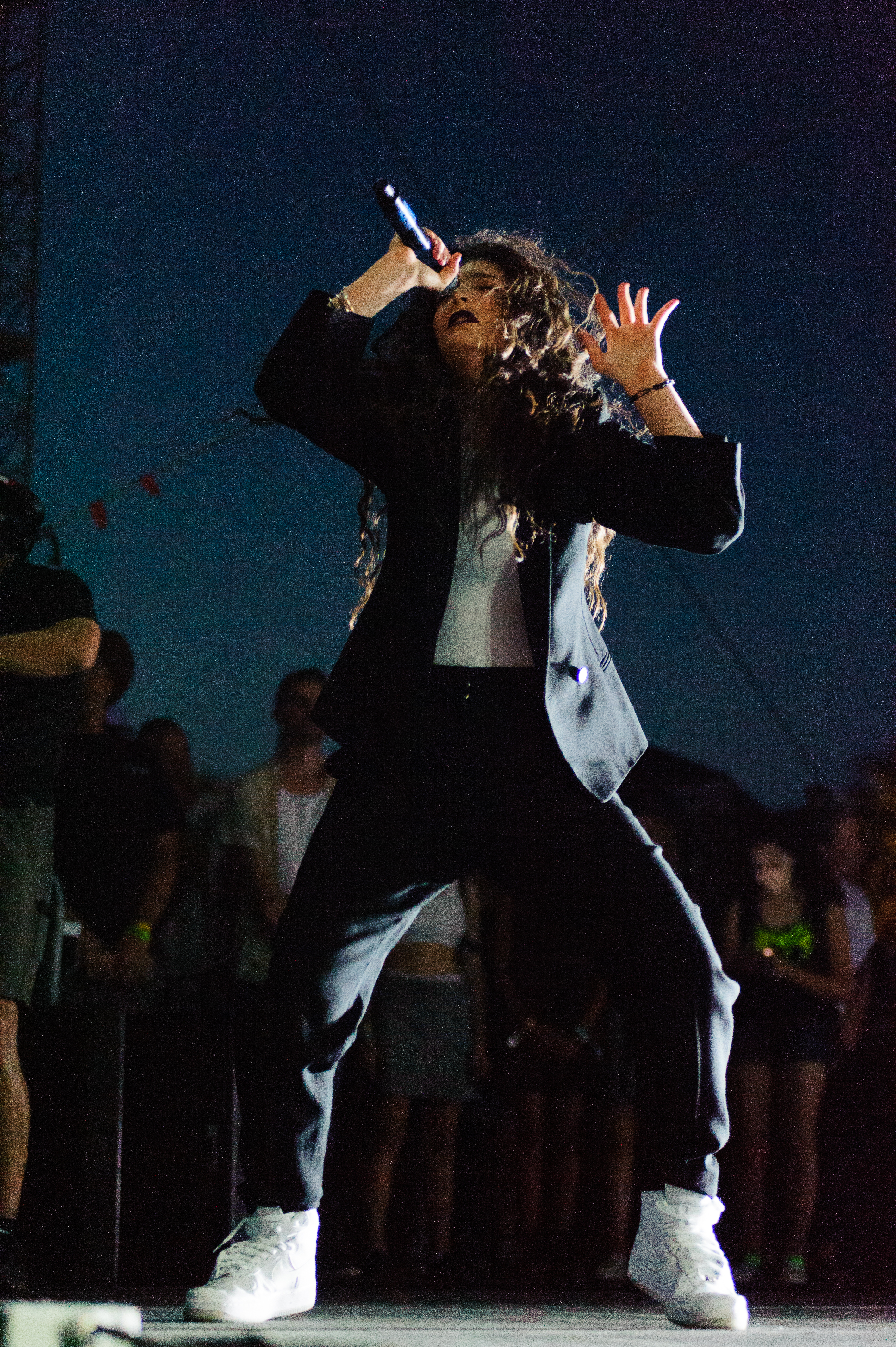
Lorde відома нехореографічними танцями на сцені

Крім «Royals», на підтримку альбому Pure Heroine вийшли ще чотири сингли: «Tennis Court» вийшов у червні 2013 року і очолив чарт синглів Нової Зеландії; сингл «Team» став третім і вийшов 13 вересня 2013 року в підтримку альбому і увійшов в топ-10 багатьох країн світу; четвертим синглом стала пісня «No Better», що вийшла 13 грудня 2013 року і включена тільки в розширене видання Pure Heroine; пісня «Glory and Gore» стала п'ятим і останнім синглом з альбому і вийшла 11 березня 2014 року. У вересні 2013 року Lorde записала кавер-версію пісні «Everybody Wants to Rule the World» британського гурту «Tears for Fears» для фільму «Голодні ігри: У вогні».
У листопаді 2013 року Lorde підписала контракт з компанією Songs Music Publishing, вартість якого оцінюється в 2,5 мільйона доларів, після «війни за угоду» між різними компаніями, включаючи Sony Music Entertainment і її лейблом Universal. Угода дає право видавцеві використовувати пісні Lorde в кіно і рекламі.
У грудні 2013 року Lorde оголосила, що почала писати матеріал для другого студійного альбому. У червні 2014 року виконавиця повідомила, що виробництво альбому знаходиться на ранній стадії, також додавши, що «платівка буде сильно відрізнятися від дебютної». У першій половині 2014 року співачка виступала на багатьох фестивалях світу, зокрема, «Laneway Festival» в Сіднеї, «Lollapalooza» в Чилі, Буенос-Айрес і в Сан-Паулу, а також на фестивалі «Коачелла» в Каліфорнії. Як просування The Love Club EP і Pure Heroine, на початку 2014 року Lorde початку міжнародний концертний тур Lorde Tour, перша частина якого пройшла по Північній Америці. Пізніше вона оголосила про австралійської частини туру, що відбулася в липні того ж року, і другий північноамериканської частини, що відбулася в серпні. У квітні того ж року співачка виконала пісню «All Apologies» з рештою учасників групи «Nirvana» під час їх уведення в зал слави рок-н-ролу. 1 серпня 2014 року Lorde знову виступила на фестивалі «Lollapalooza» в Гранд-Парку, Чикаго. Сет-лист Lorde був названий п'ятим кращим за всю історію фестивалю виданням Billboard, а журнал Rolling Stone назвав його найкращим серед усіх заходів в Чикаго.
29 вересня 2014 року виконавиця випустила пісню «Yellow Flicker Beat», перший сингл на підтримку саундтреку Голодні ігри: Сойка-пересмішниця. Частина 1. Lorde виступила музичною продюсеркою і компіляторкою саундтреку, а також записала вокал для кількох пісень з нього. На момент, коли Lorde виповнилося 18 (листопад 2014), її статки, за підрахунками, склали 11 мільйонів новозеландських доларів. 2015 року Lorde записала пісню «Magnets» з гуртом Disclosure для їхнього другого студійного альбому «Caracal».

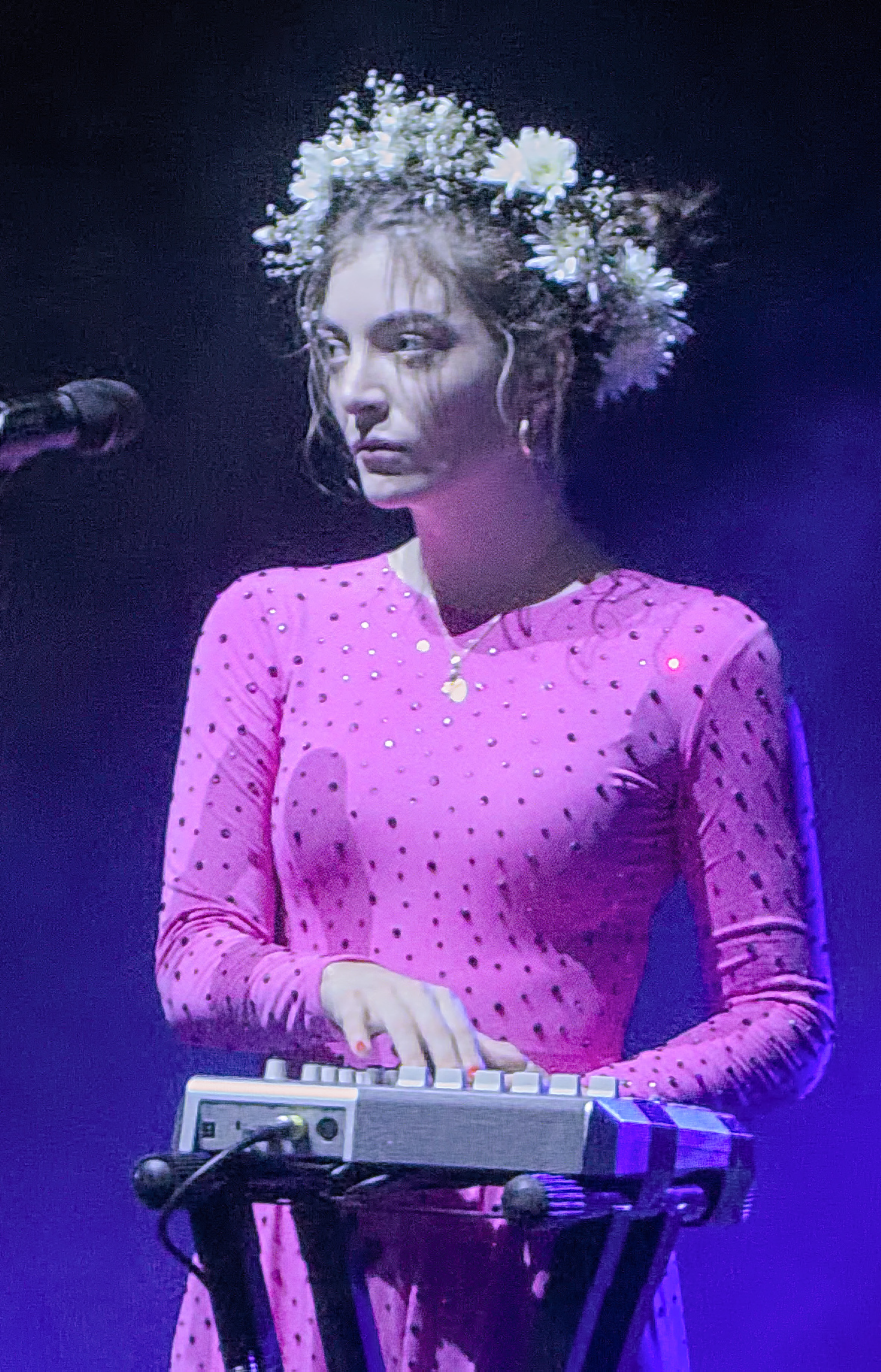
Lorde у 2017 році

### 2016—сьогодення: Melodrama
У лютому 2016 року у премії BRIT Awards Lorde виконала пісню «Life on Mars?» як триб'ют Девіду Бові. В інтерв'ю журналу Billboard Lorde розповіла, що почала писати новий матеріал в грудні 2013 року. Відповідаючи прихильнику в Instagram в серпні 2016 року, виконавиця сказала, що матеріал записаний і знаходиться на стадії виробництва. У листопаді того ж року, на своє двадцятиріччя, Lorde написала в Facebook: «Написання Pure Heroine було моїм способом увічнити підліткову славу, відобразити її у віках, щоб та частина мене ніколи не померла, а новий альбом про те, що ж буде далі».
16 лютого 2017 року лейбл Lorde, Republic, опублікував дату «7 Березня» під заголовком «Секретно», що викликало припущення, що йдеться про альбом виконавиці, після чого лейбл видалив інформацію. 26 лютого Lorde піддражнювала шанувальників на зустрічі в Новій Зеландії, анонсувавши дати виходу нової музики, 2 березня по Нью-Йорку і 3 березня по Новій Зеландії. За два дні до оголошеної дати в мережі з'явилася інформація, що сингл на підтримку нового альбому називатиметься «Green Light». 2 березня виконавиця анонсувала другий студійний альбом, Melodrama, реліз якого планувався на 16 червня 2017 року. 9 березня вийшла пісня «Liability» як промосингл в підтримку альбому Melodrama. Lorde вперше виконала «Green Light» і «Liability» 11 березня 2017 року на телешоу Saturday Night Live. 18 травня 2017 Lorde анонсувала список композицій альбому Melodrama, що складався з 11 треків. 1 червня в підтримку альбому вийшов наступний сингл, «Perfect Places». Диск вийшов у всьому світі 16 червня 2017 року і отримав позитивні відгуки музичної критики. Платівка стала альбомом виконавиці, станом на 2021 рік найвище оціненим критикою. У перший тиждень релізу в США продажі альбому склали 109 000 альбомних еквівалентних одиниць, з яких 82 000 склали чисті альбомні продажі. Альбом став першим в кар'єрі співачки диском, який очолив американський чарт Billboard 200.

## Дискографія
- 2013: Pure Heroine
- 2017: Melodrama
- 2021: Solar Power
- 2025: Virgin

## Концертні тури
| Роки | Назви                |
| ---- | -------------------- |
| 2014 | Pure Heroine Tour    |
| 2017 | Melodrama World Tour |